# A Profesionalna Futbolna Grupa 1994-1995
L'edizione 1994-95 della A Professional Football Group vide la vittoria finale del Levski Sofia, che conquista il suo ventesimo titolo, il terzo consecutivo. Pochi anni dopo la caduta del regime comunista, da questa stagione il calcio bulgaro si diede uno statuto professionistico.
Capocannoniere del torneo fu Petăr Mihtarski del CSKA Sofia con 24 reti.

## Classifica finale
|    | Classifica                 | G  | V  | N | P  | GF | GS | Dif | Pt |
| -- | -------------------------- | -- | -- | - | -- | -- | -- | --- | -- |
| 1  | Levski Sofia (C)           | 30 | 26 | 1 | 3  | 84 | 15 | +69 | 79 |
| 2  | Lokomotiv Sofia (CB)       | 30 | 21 | 5 | 4  | 59 | 30 | +29 | 68 |
| 3  | Botev Plovdiv              | 30 | 18 | 6 | 6  | 66 | 31 | +35 | 60 |
| 4  | Slavia Sofia               | 30 | 16 | 5 | 9  | 63 | 35 | +28 | 53 |
| 5  | CSKA Sofia                 | 30 | 13 | 7 | 10 | 51 | 46 | +5  | 46 |
| 6  | Spartak Plovdiv (N)        | 30 | 12 | 7 | 11 | 33 | 34 | -1  | 43 |
| 7  | Lokomotiv Plovdiv          | 30 | 13 | 3 | 14 | 48 | 38 | +10 | 42 |
| 8  | Neftohimik Burgas (N)      | 30 | 12 | 3 | 15 | 41 | 50 | -9  | 39 |
| 9  | FK Etăr                    | 30 | 10 | 6 | 14 | 31 | 54 | -23 | 36 |
| 10 | Šumen                      | 30 | 10 | 6 | 14 | 33 | 50 | -17 | 36 |
| 11 | LEX Loveč (N)              | 30 | 10 | 6 | 14 | 25 | 46 | -21 | 36 |
| 12 | Dobrudža Dobrič            | 30 | 10 | 5 | 15 | 32 | 43 | -11 | 35 |
| 13 | Montana (N)                | 30 | 9  | 7 | 14 | 31 | 41 | -10 | 34 |
| 14 | Lokomotiv Gorna Orjahovica | 30 | 10 | 3 | 17 | 35 | 53 | -18 | 33 |
| 15 | Pirin Blagoevgrad          | 30 | 9  | 3 | 18 | 30 | 46 | -16 | 30 |
| 16 | Beroe Stara Zagora         | 30 | 3  | 3 | 24 | 27 | 77 | -50 | 12 |

- (C) Campione nella stagione precedente
- (N) squadra neopromossa
- (CB) vince la Coppa di Bulgaria

### Verdetti
- Levski Sofia Campione di Bulgaria 1994-95.
- Lokomotiv Gorna Orjahovica, Pirin Blagoevgrad e Beroe Stara Zagora retrocesse in B PFG.

### Qualificazioni alle Coppe europee
- Coppa UEFA 1995-1996: Levski Sofia, Botev Plovdiv e Slavia Sofia qualificate al turno preliminare.
- Coppa Intertoto 1995: Spartak Plovdiv e FK Etăr qualificato alla fase a gruppi.